# Sétif
Sétif (in arabo سطيف, Saṭīf, in berbero ⵚⵟⵉⴼ, Sṭif, in tempi romani Sitifis) è una città dell'Algeria nordorientale, capoluogo della provincia omonima. 
Colonizzata dai fenici, poi divenne parte dell'antico regno berbero di Numidia e infine fu capitale della Mauretania Sitifense durante l'Impero Romano. È diventata una città del mondo islamico dopo la conquista musulmana del Maghreb.
È considerato il punto di partenza delle proteste e del massacro dell'8 maggio 1945, che fu un fattore cruciale per l'inizio della guerra d'Algeria.

## Geografia
Sétif è situata nell'Algeria nord-orientale, a 270 chilometri a est di Algeri, a 65 km da Bordj Bou Arreridj e a 132 km da Constantina nella regione delle Hautes Plaines a sud di Béjaia e Jijel.

## Etimologia
Il nome della città, di origine numidica, risale ad una radice tuttora attestata in berbero che significa "nero/-a" (aseṭṭaf).

## Storia
In tempi romani (all'epoca di Diocleziano, 293 d.C.), Sitifis fu capitale della Mauretania Sitifense (Mauretania Sitifensis, la parte più orientale della Mauretania); la città moderna è stata fondata dai francesi sulle rovine di quella antica.

## Infrastrutture e trasporti
La città è servita dall'aeroporto di Sétif-8 maggio 1945, situato a 12 km ad ovest del centro.

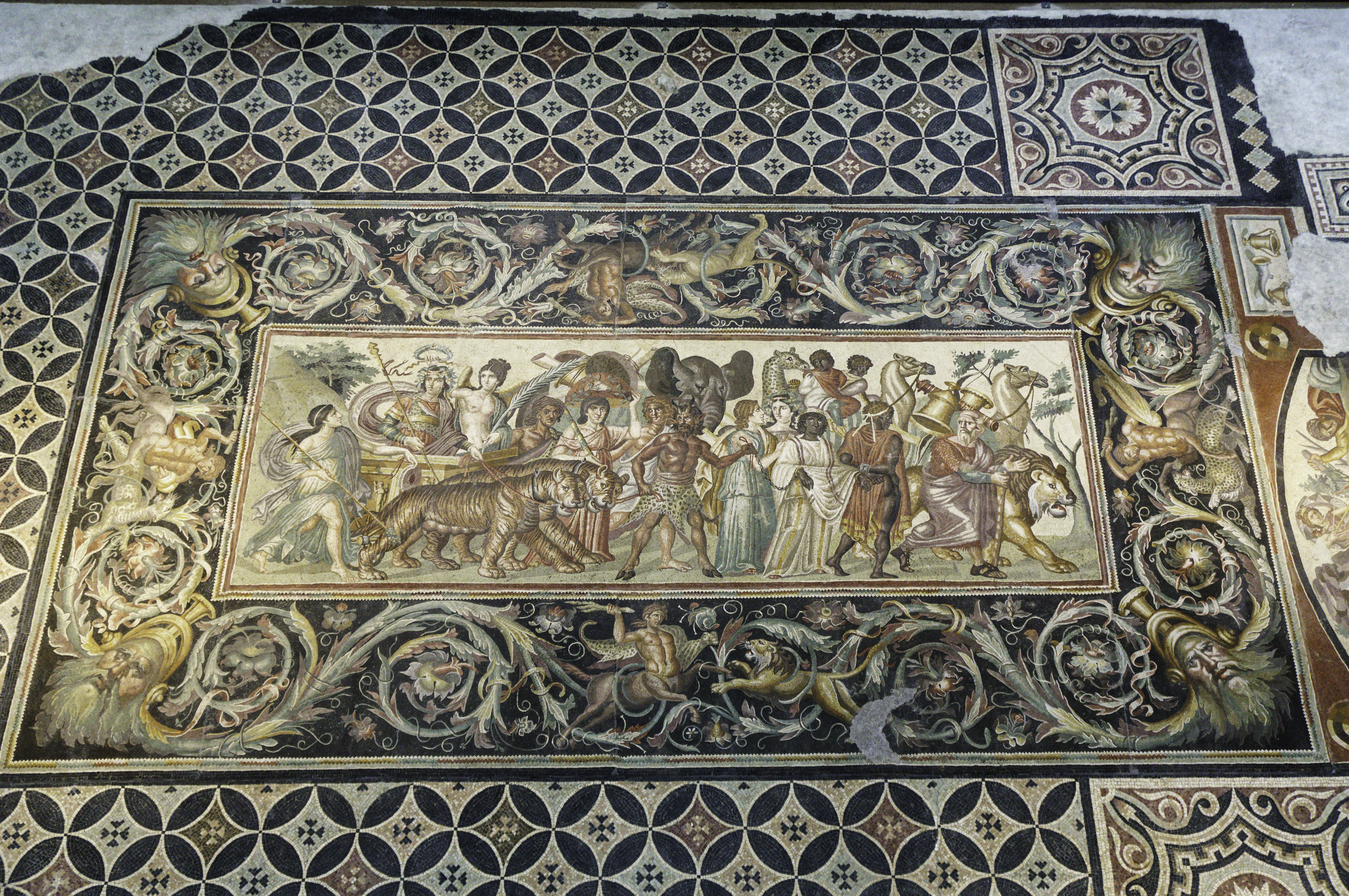
Mosaico rappresentante la conquista dell'India di Dionisio, conservato nel Museo di Sétif

## Amministrazione

### Gemellaggi
- Aleppo
- Il Cairo
- Rennes
- Tangeri